# Distretto di Hidaka (Wakayama)
Il distretto di Hidaka (日高郡, Hidaka-gun?) è uno dei distretti della prefettura di Wakayama, in Giappone.
Attualmente fanno parte del distretto i comuni di Hidaka, Hidakagawa, Inami, Mihama, Minabe e Yura.
| Controllo di autorità | VIAF (EN) 153655791 · LCCN (EN) n84112872 · J9U (EN, HE) 987007567041705171 · NDL (EN, JA) 00644080 |